# Thalamophyllia gombergi
Thalamophyllia gombergi är en korallart som beskrevs av Stephen D. Cairns 1979. Thalamophyllia gombergi ingår i släktet Thalamophyllia och familjen Caryophylliidae. Inga underarter finns listade i Catalogue of Life.